# 미쓰비시 미즈시마 FC
미쓰비시 미즈시마 FC(三菱水島FC)는 오카야마현 구라시키를 연고로 하는 일본의 축구단이다. 현재 주고쿠 사커 리그에 참가하고 있다.

## 선수 명단

### 역대
- 쉬샤오페이(2008)